# 纽约市评估委员会诉莫里斯案
紐約市評估委員會訴莫里斯案（英語： / 美國法典第489编 § 第688節）是美國最高法院就紐約市評估委員會架構爭議的案件。

## 案件背景
根據1898年制定的《大紐約市城市憲章》的規定，評估委員會負責該市的預算和土地使用的決策。該委員會由八名當然成員組成：由全市市民選舉產生的紐約市市長、紐約市議會主席和紐約市審計長，他們每人擁有2票投票權；紐約市五大行政區的區長，他們每人擁有1票投票權。
1981年，律師理查德·埃默裡招募了三名紐約市女性公民就評估委員會違憲而提起訴訟。這一觀點在當時並不受歡迎，因此在第一次的地方法院聽證會上即敗訴。不過這個判決在後面的上訴中被推翻，而紐約市正對這次上訴的在上訴被美國最高法院提至該院審理。

## 法院觀點
美國最高法院一致裁定紐約市評估委員會違憲，理由是紐約市人口最多的行政區佈魯克林區在委員會內的有效代表權並不比人口最少的行政區史泰登島區更大，這違反最高法院於1964年依據第十四修正案而做出的“雷諾斯訴錫姆斯案”判決所誕生的的“平等保護條款”。 因此，紐約市評估委員會被解散。
該案於1988年12月7日進行辯論，並於1989年3月22日作出判決。拜倫·懷特大法官宣讀了法院的意見。

## 延伸閱讀
- Poindexter, Georgette C. . 城市研究（英语：Urban Studies (journal)） (千橡市: 賽吉出版公司). 1996, 33 (10): 1821–1829. ISSN 0042-0980. LCCN 64009449. OCLC 465377165. S2CID 154468462. doi:10.1080/00420989663 （英语）.

- Rosati, Alexander D. . 人權期刊（英语：Journal of Human Rights） (倫敦: 勞特利奇). 1991, 8 (2): 523. ISSN 1475-4835. LCCN 2002242106. OCLC 782076725 （英语）.

## 外部連結
- 紐約市評估委員會訴莫里斯案（美國法典第489编 § 第688節）判決全文在：康奈爾法學院 （页面存档备份，存于） / （页面存档备份，存于） 公正網] / 國會圖書館 （页面存档备份，存于） / Oyez （页面存档备份，存于）